# Вилтен
Вилтен (на немски: Wilthen; на горнолужишки: Wjelećin) е град в Германия, разположен в окръг Бауцен, провинция Саксония. Към 31 декември 2011 година населението на града е 5499 души.